# Monica Gruber

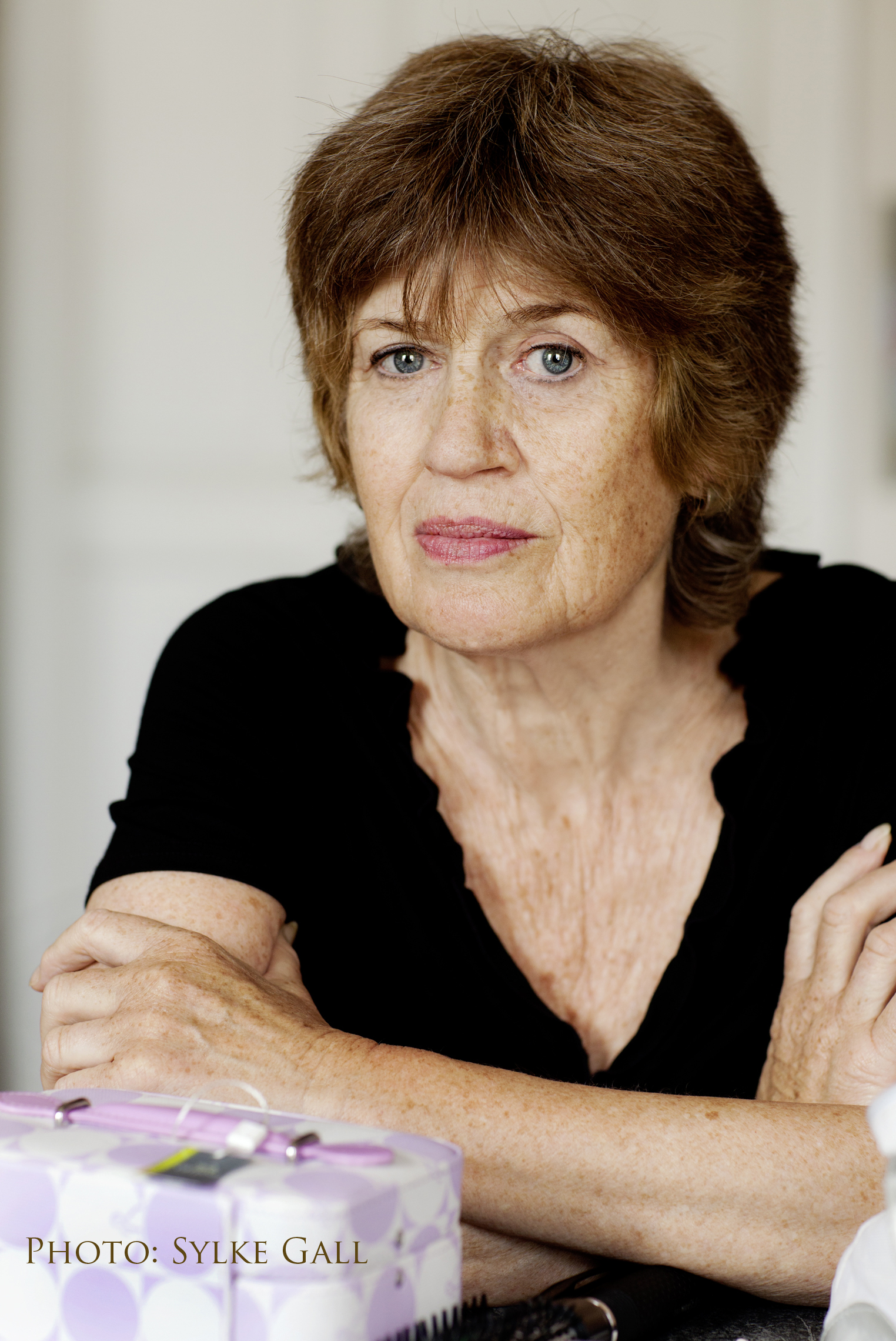
Monica Gruber 2014

Monica Gruber (* 3. Februar 1947 in Innsbruck) ist eine österreichische Schauspielerin und Synchronsprecherin.

## Werdegang
Monica Gruber wurde 1947 als Tochter des praktischen Arztes Josef Gruber in Innsbruck geboren. Nach der Matura 1966 an der Bundeshandelsakademie Innsbruck arbeitete sie im Jugendreferat in der Hofburg und als Verwaltungssekretärin sowie im Künstlerischen Betriebsbüro des Tiroler Landestheaters.
Ihr schauspielerisches Talent entdeckte sie 1968 bei der Jungbürgerfeier ihres Jahrganges auf der Bühne des Großen Stadtsaales Innsbruck. Im selben Jahr ging sie für ein zweijähriges Schauspielstudium ans Mozarteum in Salzburg. Im Anschluss nahm sie Unterricht im Studio Fuss-Schwarz und bei Lilo Barth (1971/72) in Stuttgart.
Für ihr Engagement bei der Fernsehserie Familie Laurent kam sie 1981 nach West-Berlin. Seither lebt sie als freischaffende Schauspielerin in Berlin-Wilmersdorf.
Neben zahlreichen Engagements am Theater ist sie bundesweit mit ihren szenischen Lesungen unterwegs. Ihrem Publikum bringt sie in Spätvorstellung oder Ich halte nichts von Seniorentellern und Sexy Sixties die Umstände des Älterwerdens nahe, oder begibt sich in Beim nächsten Liebhaber wird alles anders und Mord im Grünen auf Reisen durch die Literaturgeschichte.
Bei zweisprachigen Lesungen trat sie mit der italienischen Schriftstellerin Dacia Maraini mit Donne in Letteratura, Colomba, sowie Lettere d’amore in Rom, Berlin, München und Wien auf, zuletzt im Jahr 2013 mit Blick nach vorne und Vergängliche Gefühle beim 13. Internationalen Literaturfestival Berlin.
Langjährig wirkte sie bei den Berliner Märchentagen mit. Daneben arbeitet sie als Stadtführerin. Seit 2021 ist sie weltweit in verschiedenen Werbespots internationaler Marken zu sehen.

## Bühnenschauspielerin

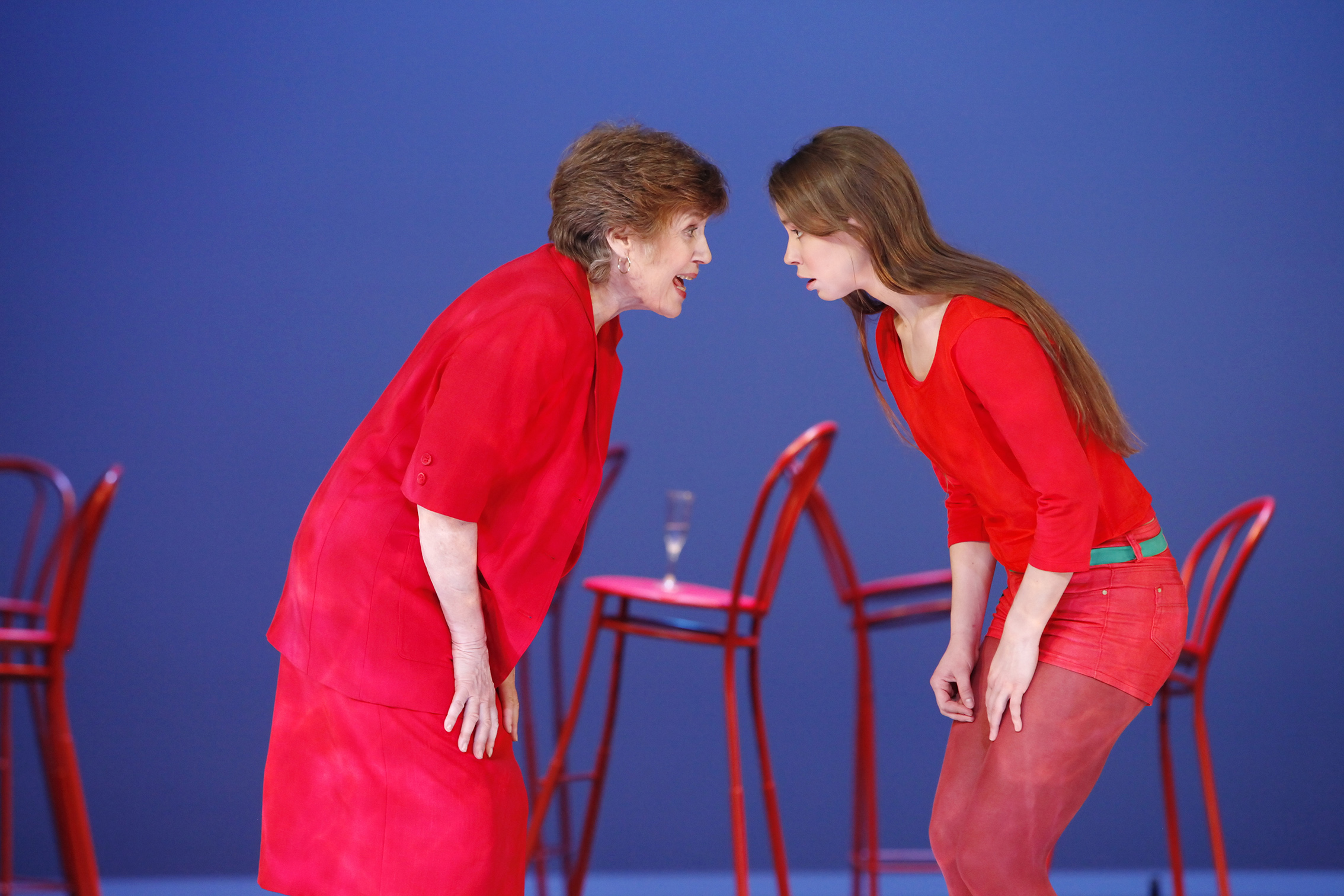
Monica Gruber in der Rolle der Amme in Thomas Braschs Liebe Macht Tod 2014

Ab 1970 übernahm sie erste Rollen als Grande Dame in Victor oder die Kinder der Macht unter der Regie von Hans Neuenfels (1970, Württembergischen Staatstheater Stuttgart) und als Hausmädchen von Mrs. Higgins, gespielt von Agnes Windeck, in Pygmalion mit Hans-Joachim Kulenkampff (1971–1973, Komödie im Marquardt Stuttgart).
In den Jahren 1978 bis 1980 spielte sie am Deutschen Schauspielhaus Hamburg in den Stücken Die Kassette, Die Wupper, Arzt am Scheideweg, In 80 Tagen um die Welt und Gertrud.
Nach verschiedenen Rollen in Pavel Kohouts Armer Mörder mit Maximilian Schell am Berliner Renaissance-Theater (1982) entdeckte sie ihre Vorliebe für Theatermonologe. So spielte sie die Rolle der Charlotte von Stein in Ein Gespräch im Hause Stein über den abwesenden Herrn von Goethe (Berlin 1989, Regie: Nikolaus Timm), die Unbekannte in Brief einer Unbekannten unter der Regie von Gabriel Reinking (München 1995–1998, Gastspiel in St. Petersburg 1993), sowie die Mara in Liebesbriefe von Dacia Maraini (Berlin 2012, nach eigener Übersetzung aus dem Italienischen in der deutschsprachigen Erstaufführung).
Bis April 2014 gastierte sie als Amme in Thomas Braschs Liebe Macht Tod (Regie: André Rößler), einer modernen Version von Shakespeares Romeo und Julia, im Theater Vorpommern in Greifswald.

## Theater
- 1971 Jedermann, Salzburger Festspiele
- 1971–1973 Pygmalion, Komödie im Marquardt, Stuttgart
- 1974 Kasperl in der Zauberflöte, Fest in Hellbrunn
- 1973–1975 Jagdszenen aus Niederbayern, Landestheater Detmold
- 1975–1977 Nora / Kabale und Liebe / Der gute Mensch von Sezuan, Städtebundtheater Hof
- 1977 Macbeth, Werkraumtheater Wuppertal
- 1978–1980 Die Kassette / Die Wupper / Arzt am Scheideweg / In 80 Tagen um die Welt / Gertrud, Deutsches Schauspielhaus Hamburg
- 1981 Jenny oder die Jugend des Alters, Hamburger Kammerspiele
- 1981–1988 Die Orgie, Theater im Zimmer, Berlin
- 1981–1988 Goodbye Charlie, Theatergastspiele Kempff, München
- 1989 Ein Gespräch im Hause Stein, Theater im Zimmer, Berlin
- 1990 Die Leihmutter, Tourneetheater Manfred Greve, Hamburg
- 1995 Erzsèbet Bàthory, Kellertheater Innsbruck
- 1995–1998 Maria Stuart, H. M. Kunstforum e. V., Berlin
- 1995–1998 Anatevka, Burgfestspiele Jagsthausen
- 1995–1998 Brief einer Unbekannten, Theater 44, München
- 2000–2001 Bernarda Albas Haus, Staatstheater Kassel
- 2002 Pygmalion, Theatergastspiele Kempff, München

- 2007 Nathan der Weise, Klosterfestspiele Weingarten
- 2008 Nathan der Weise, Klassik am Meer, Berlin
- 2012 Liebesbriefe von Dacia Maraini, Zimmer Theater Steglitz
- 2013/14 Liebe Macht Tod von Thomas Brasch, Theater Vorpommern Greifswald
- 2014 Liebesbriefe, T-Werk, Potsdam
- 2019 Der zerbrochene Krug, Theater Poetenpack, Potsdam

## Fernsehen/Kino
- 1976: Bolwieser (Regie: Rainer Werner Fassbinder)
- 1979: Am Südhang (Regie: Michael Verhoeven)
- 1980: Beate und Mareile (Regie: Hajo Gies)
- 1981: Die Laurents – Geschichte einer Berliner Hugenottenfamilie (Regie: Erich Neureuther)
- 1981: Ein Winter auf Mallorca (Regie: Imo Moszkowicz)
- 1984: Ein Superesel auf dem Ku'Damm (Regie: Bruno Corbucci)
- 1987: Kaputschefsky verliert (Regie: Michael von Galen)
- 1991: Ein Gespräch im Hause Stein über den abwesenden Herrn von Goethe (Regie: Peter Schönhofer)
- 1991: Die Tigerin (Regie: Karin Howard)
- 1992, 1995, 1996: Gute Zeiten, schlechte Zeiten verschiedene Rollen
- 1993: Durchreise – Die Geschichte einer Firma (Regie: Peter Weck)
- 1996: Atemlos durch die Nacht (Regie: Stefan Lukschy)
- 1998: Cityexpress (Regie: Cornelia Dohrn)
- 2001: Streit um drei
- 2002: Schloss Einstein
- 2002: Scraper (Kurzfilm)
- 2004: Unser Charlie (Regie: Franz Josef Gottlieb)
- 2006: Liebe ist das schönste Geschenk (Regie: Gabi Kubach)
- 2009: 11 × Leben (Kurzfilm, Regie: Andreas Heinemann)
- 2009: Lotta & die alten Eisen (Regie: Edzard Onneken)
- 2011: Aktenzeichen XY … ungelöst (Regie: Tom Zenker)
- 2012: Totale Stille (Regie: Zarah Ziadi)
- 2013: Juwelo – Schnäppchenjagd (Werbefilm, Regie: Tobias Perse)
- 2018: Vom sitzen werd' ich Müde (Kurz-Spielfilm, Regie: Christian H.W. Sachs)
- 2020: Rollatorenwahn (Kurz-Spielfilm, Regie: Nicolas Kronauer, 1. Preis der Kategorie Lokaler Kurzfilm des FILMZ-Festivals Mainz 2021)
- 2021: Der Man mit dem Koks (ZDF, Regie: Paul Müller)
- 2022: Reparation Day (Regie: Wal Solo)
- 2023: Blutige Anfänger (Vorabendserie/ZDF, Folge „Bingo-Jürgen“, Regie: Heinz Dietz, Rolle Gerda Scharnizky-Bingokönigin)

## Synchronisation
- 1998: Looking for Alibrandi (Regie: Kate Woods)
- 2009: Briefe an Julia (Regie: Gary Winick)

## Mitgliedschaften
- Genossenschaft Deutscher Bühnen-Angehöriger